# Gneo Cornelio Lentulo Clodiano
Gneo Cornelio Lentulo Clodiano (in latino Gneus Cornelius Lentulus Clodianus; fl. I secolo a.C.) è stato un generale romano del I secolo a.C..

## Biografia
Era nato come Clodio e fu adottato nella gens Cornelia, probabilmente da Gneo Cornelio Lentulo, che fu console nel 97 a.C. I Lentuli erano un ramo della gens Cornelia; il nome deriva da lens, lenticchia.
Fu eletto console nel 72 a.C. assieme a Lucio Gellio Publicola. Emanarono alcune leggi importanti: una che confermava la cittadinanza romana che Pompeo aveva concesso a Gneo Cornelio Balbo e a due suoi parenti che avevano combattuto per Roma durante la guerra contro Sertorio); un'altra legge, secondo la quale una persona assente da Roma perché in viaggio nelle province non poteva essere accusata di delitti capitali, fu emessa per proteggere Stenio di Thermae dalle macchinazioni di Verre, ma venne frustrata dall'influenza dello stesso Verre
Lentulo fece anche approvare una legge per esigere pagamenti da coloro cui era stata donata del terreno pubblico da Lucio Cornelio Silla.
Nella terza guerra servile contro Spartaco In un primo tempo sconfissero un generale di Spartaco, un celta di nome Crixo, in Apulia nella battaglia del Gargano. In seguito Lentulo Clodiano accampò il suo esercito sull'appennino tosco emiliano per fermare il gladiatore Spartaco in fuga verso le Alpi di concerto con l'altro console Lucio Gellio Publicola, ma venne sconfitto. Quando erano già proconsoli, sia lui sia il suo collega furono sconfitti.
Fu eletto censore nel 70 a.C., di nuovo assieme a Gellio Publicola, dopo circa 15 anni che la carica non era stata eletta.  Durante la loro permanenza nella carica espulsero dal Senato 64 membri per indegnità, tra cui Lentulo Sura e Gaio Antonio che fu in seguito collega di Cicerone nel consolato. Tuttavia la maggior parte fu assolta e ripristinata nella carica.
Tennero un lustrum, con cui il numero dei cittadini fu ridotto a 450.000.
Entrambi furono legati di Pompeo contro i pirati del Mar Mediterraneo. Lentulo fu comandante della flotta romana del mare Adriatico nella primavera estate del 67 a.C., Gellio di quella nel mar Tirreno.
Al senato Lentulo appoggiò la legge Manilia che affidava a Pompeo il comando delle legioni contro Mitridate VI del Ponto.
Come oratore, aveva un gran talento ed una buona voce.
Il figlio, con lo stesso nome, fu inviato con Metello Cretico e L. Flacco nel territorio degli Elvezi.